# 李馥清
李馥清（1898年—1972年），陕西白水人，中华人民共和国政治人物。
担任中国民主同盟陕西省委员会常委、民盟中央委员、陕西省妇女联合会执委。1954年，当选第一届全国人民代表大会代表。